# Microstachys corniculata
Microstachys corniculata là một loài thực vật có hoa trong họ Đại kích. Loài này được (Vahl) Griseb. mô tả khoa học đầu tiên năm 1864.